# みずとり型駆潜艇
| みずとり型駆潜艇 | みずとり型駆潜艇                                | みずとり型駆潜艇                 |
| ---------------- | ----------------------------------------------- | -------------------------------- |
|                  |                                                 |                                  |
| 艦級概観         |                                                 |                                  |
| 艦種             | 駆潜艇                                          | 駆潜艇                           |
| 艦名             | 鳥の名前                                        | 鳥の名前                         |
| 就役期間         | 1960年 - 1989年                                 | 1960年 - 1989年                  |
| 前級             | うみたか型駆潜艇                                | うみたか型駆潜艇                 |
| 主要諸元         |                                                 |                                  |
| 排水量           | 基準420t / 満載480t (PC-311-315)                | 基準420t / 満載480t (PC-311-315) |
| 排水量           | 基準430t / 満載485t （PC-316）                  |                                  |
| 排水量           | 基準440t / 満載490t （PC-319,320）              |                                  |
| 全長             | 60.5m                                           | 60.5m                            |
| 全幅             | 7.1m                                            | 7.1m                             |
| 深さ             | 4.4m                                            | 4.4m                             |
| 吃水             | 2.3m                                            | 2.3m                             |
| 機関             | 川崎MAN V8V22/30型ディーゼルエンジン（1,900ps） | 2基                              |
| 機関             | スクリュープロペラ                              | 2軸                              |
| 速力             | 最大20ノット                                    | 最大20ノット                     |
| 乗員             | 80名                                            | 80名                             |
| 兵装             | Mk.1 40mm連装機関砲                             | 1基                              |
| 兵装             | ヘッジホッグ対潜迫撃砲                          | 1基                              |
| 兵装             | 54式爆雷投下軌条                                | 1条                              |
| 兵装             | Mk.2 短魚雷落射機 （PC-311-315）                | 2基                              |
| 兵装             | 68式3連装短魚雷発射管 （PC-316-320）            | 2基                              |
| GFCS             | Mk.63                                           | 1基                              |
| レーダー         | OPS-16 対水上捜索用                             | 1基                              |
| ソナー           | SQS-11A 船底装備式                              | 1基                              |
| ESM              | NOLR-1                                          | 1基                              |

みずとり型駆潜艇（みずとりがたくせんてい、英語: Mizutori-class submarine chaser）とは、海上自衛隊が運用していた甲型駆潜艇の艦級。1958年（昭和33年）、1959年（昭和34年）、1961年（昭和36年）、1963年（昭和38年）および1964年（昭和39年）度計画において8隻が建造された。

## 設計
本型の船体設計は、計画年度にして1年先行するうみたか型とほぼ同型であり、先行する昭和29年度計画艇（かり型、かもめ型）の運用実績から、航行性能を向上させるとともに、設計を合理化したものとされている。なお基本設計については、29年度艇では船舶設計協会が行なっていたが、うみたか型より防衛庁技術研究所に移管されており、本型の計画番号はK103Aであった。
基本的には29年度計画をもとに大型化（基準排水量にしてかり型の1.4倍）した設計であり、船型も同じ平甲板型である。29年度艇では極端な薄板による精緻な設計が工数の増加を招いていたことから、艦首部は2.9〜3.2ミリ厚であったものが4.5〜6ミリに、また水線下も4.5ミリから8ミリに増厚したが、やはり全体に薄板構造であったことに変わりはなかった。また29年度艇では、風圧側面積減少を図るため艦橋と甲板室が分離されていたが、荒天時の艦内連絡の便が悪くなり、また艦内の充分なスペースが確保できない等の欠点があったことから、本型では前後の上部構造物が一体化されて荒天時にも容易に行き来できるようになった。戦闘区画や士官室などの一部に冷房が導入され、居住区も拡張（一人当たり面積にして10%増）して、居住性も向上している。ただし、32年度計画で建造されたうみたか型では、これらのために重心が上昇して復原性の悪化を来たして固定バラストの搭載を余儀なくされたことから、本型を含む後続艇では上甲板板厚の変更（6ミリから5ミリへ）など、艤装も含めた再検討による重心降下策が順次に講じられていた。
うみたか型と同様、本型でも艦橋にウィングを設けたほか、38・39年度計画艇では、司令部設備を設けるため、上部構造物を後方に2.5メートル伸ばして司令部庶務室を設けており、これに伴い装載艇の搭載位置が甲板室上に移されている。また34年度艇以降では、工数低減と重量軽減のため、上部構造物の側壁にコルゲート・パネルが採用されている。
一方、主機関としては、うみたか型がかもめ型と同様の三井造船製中速堅牢ディーゼル主機を搭載したのに対し、本型ではかり型とほぼ同構成の、比較的軽量な高速ディーゼル主機を採用しており、川崎重工業がMAN社とのライセンス契約のもと生産したV8V22/30型4サイクル単動V型16気筒排気ターボ過給機付きディーゼルエンジンが搭載された。これは自己逆転機構を備えておらず、流体継手と減速機を介して推進器に連結されていた。

## 装備
ソナーとしては、29年度艇と同じく、25.5キロヘルツ級・走査式のSQS-11Aを40mm機銃の直下の船底に装備した。これに対し、レーダーとしては、29年度艇ではアメリカ製でXバンドを用いるAN/SPS-5Bを備えていたのに対し、うみたか型と本型では国産でCバンドを用いるOPS-16とされた。また電子戦支援のための電波探知装置（ESM）も搭載されたが、これは後に換装されて後部にESMマストを装備した。
高角機銃システムは29年度艇と同様で、前甲板にMk.1 40mm連装機銃を備えた。これはMk.63 砲射撃指揮装置（GFCS）によって射撃指揮を受けており、方位盤は艦橋トップ、射撃レーダーは銃側装備とされていたが、一部には射撃レーダーをもたない艇もあった。また、その後方の艦橋構造物直前にはヘッジホッグMk.10対潜迫撃砲を、艦尾に54式爆雷投下軌条（1条あて爆雷6個）が両舷に1基ずつ配置する点も同様である。ただし29年度艇では後甲板に配置されていた55式爆雷投射機（いわゆるY砲）にかわって、誘導装置を備えた対潜短魚雷が採用された。33・34年度艇5隻では、483ミリ径のMk.32短魚雷を投射する短魚雷落射機が採用されたが、36年度以後の艇3隻では、アメリカ製で324ミリ口径のMk.32をライセンス生産した68式3連装短魚雷発射管に変更された。これは以後の海上自衛隊の警備艦艇で標準的な装備となったが、本型とうみたか型が初装備艇となっている。

## 運用
1,2番艇「みずとり」「やまどり」と6番艇「うみどり」、8番艇「ひよどり」の4隻は舞鶴地方隊隷下に第4駆潜隊を編成して活動した。一方、3〜5番艇「おおとり」「かささぎ」「はつかり」は佐世保地方隊第5駆潜隊（1961年に第3駆潜隊に改称）に、7番艇「しらとり」は大湊地方隊第3駆潜隊（1961年に第5駆潜隊に改称）に編入されて活動した。なおこの間、1967年には「おおとり」にイギリス製のフィンスタビライザーが装備されて運用試験が行われたが、この実績が評価されてフィンスタビライザーは、はるな型（43DDH）およびそれ以降のヘリコプター搭載護衛艦の必須装備となった。
その後、1981年（昭和56年）〜1987年（昭和62年）に、順次、特務艇に種別変更された。ただし、8番艇「ひよどり」のみ、甲板室の増設や兵装の撤去などの特別改装を受けて船容を一変させ、迎賓艇としての任務についた。
| 計画年度 | #             | 艦名     | 建造所             | 起工                         | 進水                         | 竣工                         | 種別変更                    | 除籍                         |
| -------- | ------------- | -------- | ------------------ | ---------------------------- | ---------------------------- | ---------------------------- | --------------------------- | ---------------------------- |
| 昭和33年 | PC-311 ASU-89 | みずとり | 川崎重工業神戸工場 | 1959年 （昭和34年） 3月13日  | 1959年 （昭和34年） 9月22日  | 1960年 （昭和35年） 2月27日  | 1981年 （昭和56年） 3月27日 | 1985年 （昭和60年） 3月27日  |
| 昭和33年 | PC-312 ASU-90 | やまどり | 藤永田造船所       | 1959年 （昭和34年） 3月14日  | 1959年 （昭和34年） 10月22日 | 1960年 （昭和35年） 3月15日  | 1981年 （昭和56年） 3月27日 | 1985年 （昭和60年） 3月27日  |
| 昭和34年 | PC-313 ASU-61 | おおとり | 呉造船所           | 1959年 （昭和34年） 12月16日 | 1960年 （昭和35年） 5月27日  | 1960年 （昭和35年） 10月13日 | 1982年 （昭和57年） 3月27日 | 1985年 （昭和60年） 10月31日 |
| 昭和34年 | PC-314 ASU-87 | かささぎ | 藤永田造船所       | 1959年 （昭和34年） 12月18日 | 1960年 （昭和35年） 5月31日  | 1960年 （昭和35年） 10月31日 | 1981年 （昭和56年） 3月5日  | 1985年 （昭和60年） 3月27日  |
| 昭和34年 | PC-315 ASU-62 | はつかり | 佐世保船舶工業     | 1960年 （昭和35年） 1月22日  | 1960年 （昭和35年） 6月24日  | 1960年 （昭和35年） 11月15日 | 1982年 （昭和57年） 3月27日 | 1985年 （昭和60年） 10月31日 |
| 昭和36年 | PC-316 ASU-63 | うみどり | 佐世保重工業       | 1962年 （昭和37年） 2月15日  | 1962年 （昭和37年） 10月15日 | 1963年 （昭和38年） 3月30日  | 1984年 （昭和59年） 3月30日 | 1987年 （昭和62年） 3月24日  |
| 昭和38年 | PC-319 ASU-66 | しらとり | 佐世保重工業       | 1964年 （昭和39年） 2月29日  | 1964年 （昭和39年） 10月8日  | 1965年 （昭和40年） 2月26日  | 1986年 （昭和61年） 3月19日 | 1987年 （昭和62年） 3月24日  |
| 昭和39年 | PC-320 ASY-92 | ひよどり | 佐世保重工業       | 1965年 （昭和40年） 2月26日  | 1965年 （昭和40年） 9月25日  | 1966年 （昭和41年） 2月28日  | 1987年 （昭和62年） 5月21日 | 1999年 （平成11年） 7月6日   |

## 登場作品
『東京湾にソ連潜を追え』
「しらとり」が登場。相模湾で哨戒中に国籍不明の潜水艦を探知し、追跡して爆雷とヘッジホッグによる攻撃を行う。